# Le Malzieu-Forain
Le Malzieu-Forain (okcitán nyelven Lo Malasiu Foran) község Franciaország déli részén, Lozère megyében. 2011-ben 466 lakosa volt.

## Fekvése
Le Malzieu-Forain az Margeride-hegység nyugati oldalában fekszik, Mialanes 1160 méteres (a községterület 855-1486 méteres) tengerszint feletti magasságban, Le Malzieu-Ville-től keletre; a Truyère folyó és a Margeride gerince között (Pic des Ducs, 1486 m). Délről a Mialanette patak, délnyugatról a Truyère szurdokvölgye alkotja határát.
Nyugatról Le Malzieu-Ville és Prunières, északnyugatról Saint-Léger-du-Malzieu és Saint-Privat-du-Fau, északról Paulhac-en-Margeride, keletről Saugues, Grèzes és Chanaleilles, délről Lajo és Saint-Alban-sur-Limagnole községek határolják.
A község a következő településrészekből áll: Le Villard, Le Nozier, Montchabrier, Couffours Hauts, Les Ducs, L´Estivalet, Fraissinet Langlade, La Vialette, Villechailles, Le Vernet, La Gardelle és a községközpont Mialanes.
Le Malzieu Ville-lel (4 km) és Saint-Chély-d’Apcher-val (7 km) a D989-es megyei út köti össze. A D48/D33-as megyei út köti össze Le Malzieu-Ville-t Couffours Hauts-on és a Pas de l’Ane-hágón (1104 m) keresztül Saugues-gal.

## Története
A község területe a történelmi Gévaudan tartományban (az egykori Mercoeur báróságban) fekszik. A község 1790-ben jött létre Mialanes egyházközség és a korábban Malzieu városához tartozó apró települések egyesítésével. Fő gazdasági ágazatok az erdőgazdálkodás, valamint a legeltető szarvasmarha- és juhtartás.

### Demográfia
| Év   | Lakosság |
| ---- | -------- |
| 1793 | 982      |
| 1851 | 914      |
| 1876 | 952      |
| 1901 | 1014     |
| 1936 | 902      |

| Év   | Lakosság |
| ---- | -------- |
| 1946 | 763      |
| 1954 | 660      |
| 1962 | 597      |
| 1968 | 533      |

| Év   | Lakosság |
| ---- | -------- |
| 1975 | 477      |
| 1982 | 379      |
| 1990 | 354      |
| 1999 | 357      |
| 2010 | 470      |

## Nevezetességei
- Mialanes templomát 1903-ban építették.
- A templom előtti téren áll az első világháború áldozatainak 1924-ben állított emlékműve.[2]

## Kapcsolódó szócikk
- Lozère megye községei